# História da Maurícia
A ilha Maurícia (ou Maurício) foi descoberta pelos portugueses em 1505 durante o período dos descobrimentos de Portugal e Espanha, primeiro colonizada pelos holandeses em 1638, que usavam escravos para trabalhar no corte de ébano. O nome da ilha foi dado em homenagem ao príncipe Maurício de Nassau. Os franceses ocupam a ilha em 1715 e a renomeiam para Île de France. A ilha foi tomada pelos britânicos em 1814, sendo restaurado seu nome anterior.  
A independência aconteceu em 1968, quando se tornou um país da Commonwealth. A Maurícia possui um governo democrático estável com eleições livres e regulares, e direitos humanos positivos, consequentemente atraiu grande investimento estrangeiro, ganhando assim a maior renda per capita da África.
Em 1992, o governo reivindica à Corte Internacional de Justiça, em Haia, Holanda, a posse do Arquipélago de Chagos, incluindo o atol Diego Garcia, em poder dos Estados Unidos.
Em 1995, uma coalizão de esquerda obtém maioria no parlamento e elege como primeiro-ministro Navinchandra Ramgoolam, do Partido Trabalhista de Maurício (MLP), com a promessa de maior distribuição da riqueza gerada pela prosperidade no turismo e nas finanças.
Nos meses anteriores à devolução de Hong Kong à República Popular da China, em 1997, a Maurícia busca atrair os capitais em fuga do protetorado britânico e consolidar sua posição como centro financeiro internacional.
Em novembro de 2000, a aliança oposicionista, formada pelos Movimento Socialista Mauriciano (MSM) e Movimento Militante Mauriciano (MMM), conquista 54 das 62 cadeiras no Parlamento. Sir Anerood Jugnauth (MSM) é nomeado primeiro-ministro.